# Citroën C3 II
Pour les articles homonymes, voir Citroën C3.
La Citroën C3 II est une citadine polyvalente du constructeur automobile français Citroën, présentée en juin 2009 et commercialisée en novembre. Elle est la remplaçante de la Citroën C3 I qui s'est vendue à plus de deux millions d'exemplaires.
Ce modèle est restylé en 2013, et est remplacé par une troisième génération en 2016.

## Présentation
La C3 de seconde génération est proposée uniquement avec cinq portes. Elle appartient à un programme de développement commun de deux citadines Citroën, appelé en interne A515, qui comprend la C3 II (A51) et sa version 3 portes, la DS3 (A55). Cette dernière se démarque par positionnement davantage haut de gamme et remplace la C2. À celle-ci, on peut ajouter le minispace Citroën C3 Picasso.
Ses dimensions ont augmenté par rapport à la première génération de 8 cm en longueur et 4 cm en largeur. Le coffre a une capacité de 300 litres. Elle est la première Citroën commercialisée à recevoir le nouveau logo aux chevrons plus arrondis et en relief.
La C3 II phase 2 arrive en concession en avril 2013, avec de nouveaux feux arrière et la nouvelle signature Citroën pour la face avant qui se décline sur tous les modèles de la gamme C, déjà apparue sur le C3 Picasso en janvier 2013.

## Historique
La Citroën C3 II est produite, au début de sa carrière, dans les usines PSA de Poissy (site principal) et d'Aulnay-sous-Bois. 
En 2012, Citroën commence la fabrication de la Citroën C3 II à l'usine de Porto Real (Brésil) afin de succéder à la précédente génération, qui était toujours proposée sur les marchés du Mercosur. Son apparence diffère de la version européenne et préfigure largement son restylage d'avril 2013.
Le 25 octobre 2013, l'ultime dernier modèle à sortir des chaînes de l'usine d'Aulnay est une Citroën C3 II. Ce jour marque la fermeture définitive de l'usine de Citroën, ouverte en 1973. L'ensemble de la production n'étant pas destinée au Mercosur est alors transférée à Poissy.
En 2016, la C3 II est remplacée par la C3 III. Elle poursuit malgré tout sa carrière dans les pays du Mercosur, où elle bénéficie alors d'un nouveau tableau de bord. 
Une version aux allures de crossover appelée Citroën C3 Urban Trail y est même lancée en 2018. La C3 Urban Trail fait suite au showcar C3 City Rider, présenté au Salon automobile de São Paulo 2016.
Fin 2020, la fabrication de la C3 II au Brésil prend fin, les ventes du modèle dans la région s'étant fortement érodées. Il reste disponible sur stock durant l'année 2021, avant d'être finalement remplacée mi-2022 par une nouvelle génération de C3 (CC21), présentée le 16 septembre 2021. La troisième génération n'aura donc jamais été fabriquée localement, bien qu'elle ait été importée sur quelques marchés du Mercosur (Uruguay et Paraguay) parallèlement à la C3 II fabriquée au Brésil.

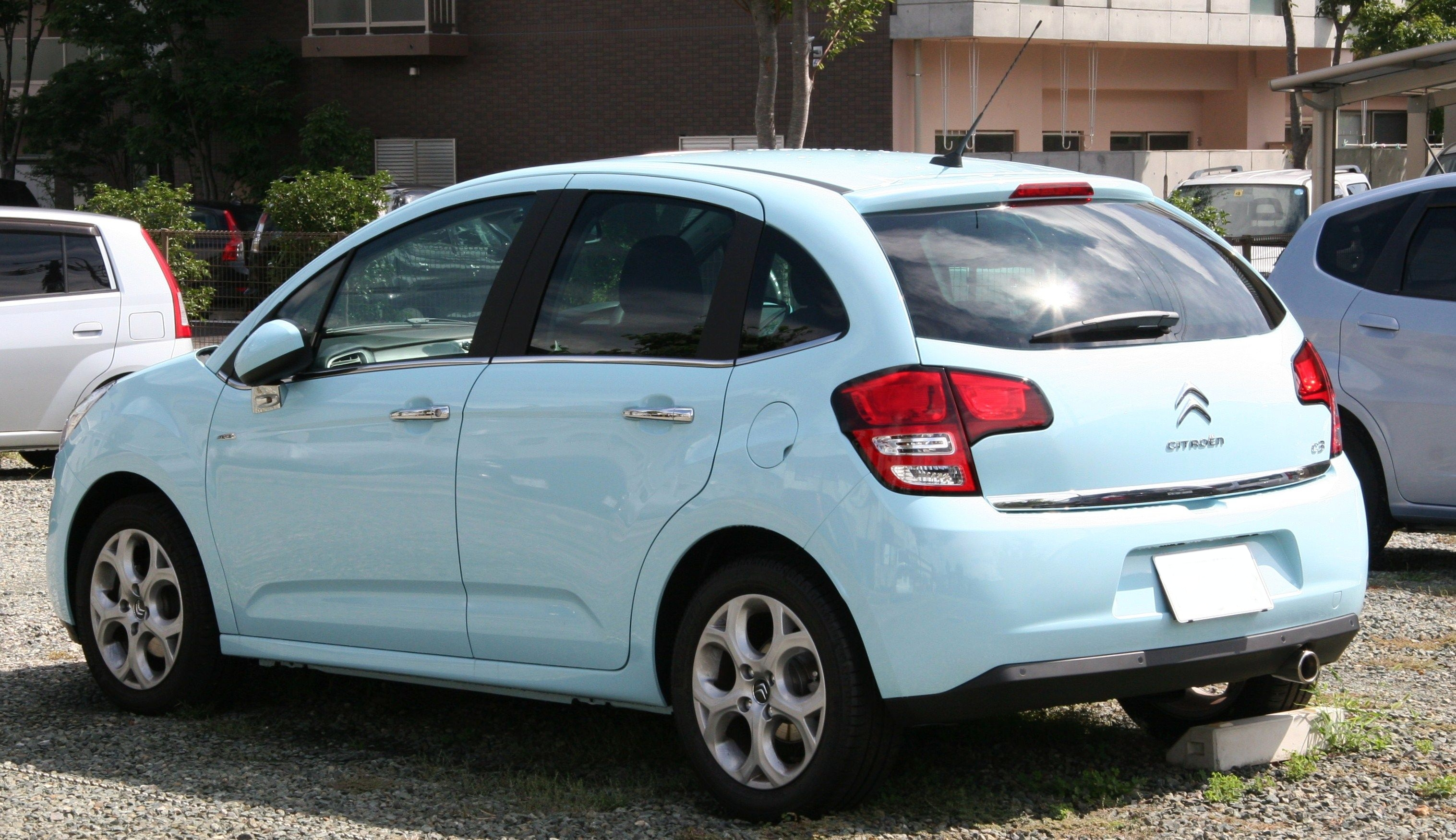
Citroën C3 II phase 1
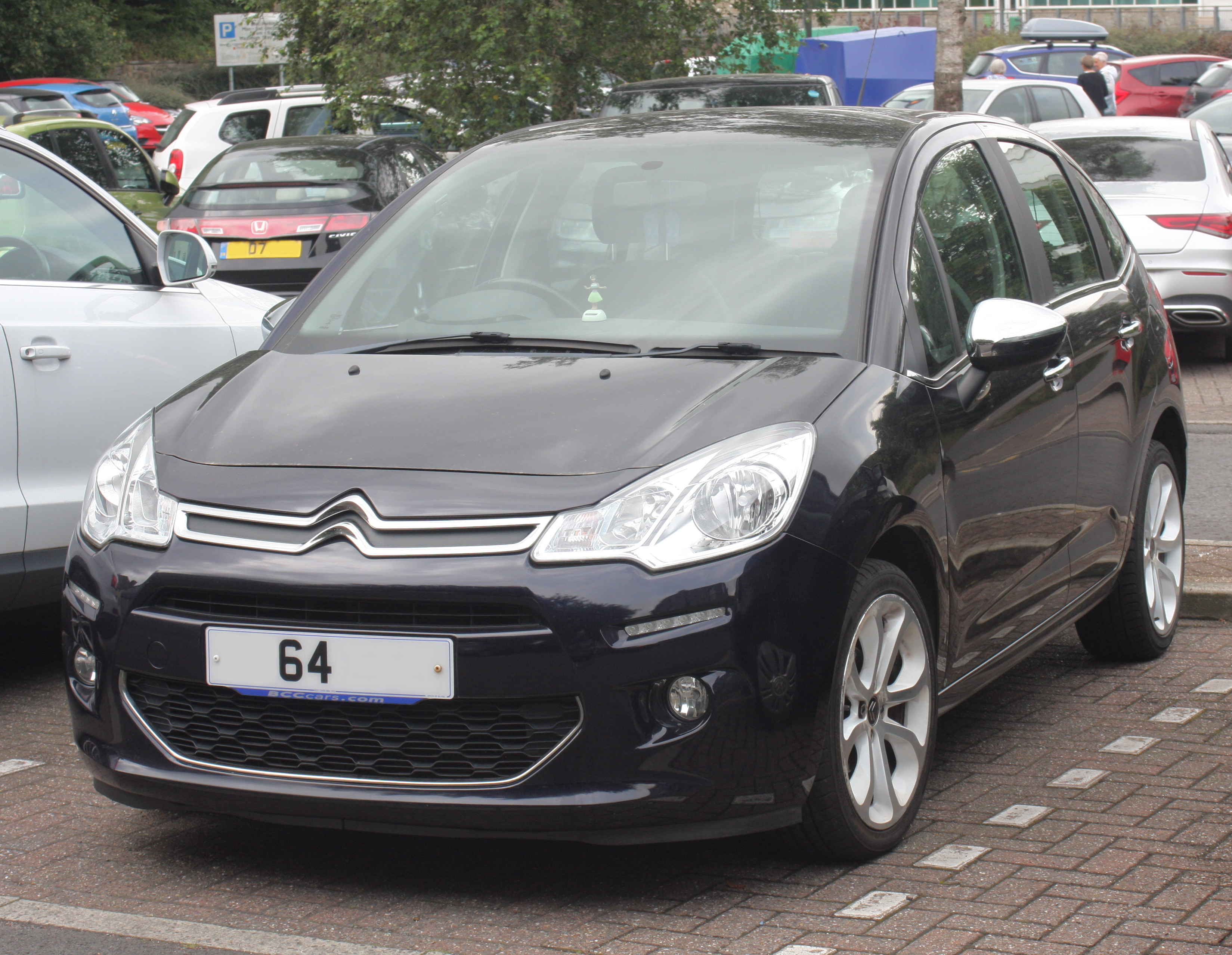
Citroën C3 II phase 2
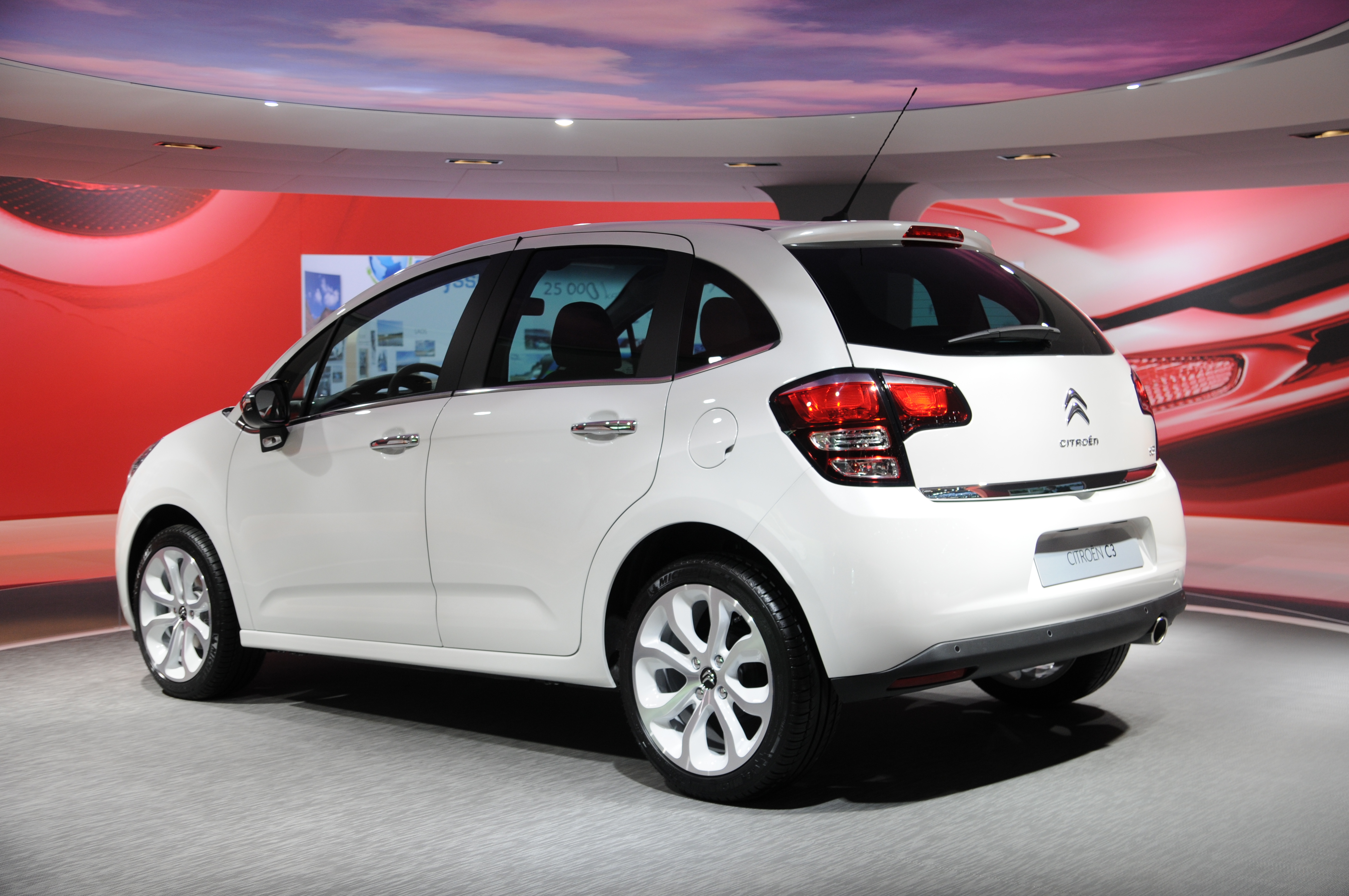
Citroën C3 II phase 2

## Design
La Citroën C3 deuxième génération conserve un design assez proche de la première C3. On retrouve un dessin aux formes arrondies et la grande hauteur de caisse.
À l'avant, les nouveaux chevrons de Citroën trônent au-dessus d'une calandre trapézoïde, les feux sont étirés et le pare-brise haut.
À l'arrière, deux feux en forme de boomerang occupent le coffre qui est souligné d'une généreuse barre de chrome (sur certains modèles uniquement). 
Enfin à l'intérieur, identique à quelques détails près à la DS3, un large bandeau traverse la planche de bord. Trois compteurs de forme circulaire sont placés devant le conducteur, le tachymètre se trouvant au centre. Le reste des commandes est situé sur la console centrale.

### Couleurs
La C3 est disponible en plusieurs couleurs. Le nuancier proposé par la C3 2 phase 2 était composé de 12 couleurs (toutes n'étaient pas proposées en même temps) :
- Blanc Banquise opaque
- Blanc nacré
- Bleu Bahia métallisé
- Bleu Belle-Île nacré
- Bleu Encre nacré
- Bleu Virtuel métallisé
- Gris Aluminium métallisé
- Gris Shark métallisé
- Karma nacré
- Mativoire métallisé (marron)
- Noir Perla Nera nacré
- Rouge Rubis nacré

## Production et ventes
La Citroën C3 II est produite dans trois villes différentes :
- Aulnay-sous-Bois (France)
- Poissy (France)
- Porto Real (Brésil), pour les pays du Mercosur

Elle a été la troisième voiture la plus vendue en France en 2013.
Le graphique ci-dessous représente le nombre de C3 II vendues en tant que voitures particulières en France durant toutes les années de sa carrière.  En 2009, 2010 et 2011, quelques milliers de C3 I sont inclus dans ces chiffres puisque l'ancien modèle est resté produit simultanément jusqu'à l'été 2010 et commercialisé jusqu'en février 2011.
Pour des raisons techniques, il est temporairement impossible d'afficher le graphique qui aurait dû être présenté ici.

| Année | Nombre de véhicules vendus en France | Évolution par rapport à l'année précédente |
| ----- | ------------------------------------ | ------------------------------------------ |
| 2009  | 105 744*                             | -                                          |
| 2010  | 130 686*                             | -                                          |
| 2011  | 110 904*                             | - 15 %                                     |
| 2012  | 85 929                               | - 23 %                                     |
| 2013  | 53 376                               | - 38 %                                     |
| 2014  | 59 627                               | + 12 %                                     |
| 2015  | 56 382                               | - 5 %                                      |
| 2016  | 51 843                               | - 8 %                                      |

*Chiffres incluant une partie de Citroën C3 I

## Motorisation
La Citroën C3 II propose dès son lancement huit moteurs différents (quatre à essence dont deux VTi et quatre diesels "HDi"). Deux versions HDi reçoivent un filtre à particules.
Citroën commercialise une version produisant 93 grammes de CO2 sur la base du moteur e-HDi 92 ch. Voulant aider le conducteur à changer de rapport au bon moment, la C3 II est dotée sur toutes ses versions (sauf diesels Euro IV HDi 70 et HDi 90) de l'indicateur de changement de rapport (ICR). De plus, la nouvelle génération du Stop & Start est proposée depuis 2011, tout comme le moteur essence de 3 cylindres

### Fiche technique et performances
| Motorisations Essence                                | 1.1i                                          | 1.4i                                          | PureTech 68                                    | PureTechv82                                    | PureTechv82 S&S                                | PureTech 110 S&S                               | VTi 95                                         | VTi 95 BMP                                     | VTi 120                                        | VTi 120 BVA                                    |
| Type                                                 | 4 cylindres en ligne 8s transversal (type TU) | 4 cylindres en ligne 8s transversal (type TU) | 3 cylindres en ligne 12s transversal (type EB) | 3 cylindres en ligne 12s transversal (type EB) | 3 cylindres en ligne 12s transversal (type EB) | 3 cylindres en ligne 12s transversal (type EB) | 4 cylindres en ligne 16s transversal (type EP) | 4 cylindres en ligne 16s transversal (type EP) | 4 cylindres en ligne 16s transversal (type EP) | 4 cylindres en ligne 16s transversal (type EP) |
| Cylindrée (cm3)                                      | 1 124                                         | 1 360                                         | 999                                            | 1 199                                          | 1 199                                          | 1 199                                          | 1 397                                          | 1 397                                          | 1 598                                          | 1 598                                          |
| Puissance maxi. (ch. - tr/min)                       | 60 à 5 500                                    | 73 à 5 200                                    | 68 à 6 000                                     | 82 à 6 000                                     | 82 à 6 000                                     | 110 à 5 000                                    | 95 à 6 000                                     | 95 à 6 000                                     | 120 à 6 000                                    | 120 à 6 000                                    |
| Couple maxi. (N m - tr/min)                          | 95 à 3 250                                    | 118 à 3 300                                   | 95 à 3 000                                     | 118 à 2 750                                    | 118 à 2 750                                    | 220 à 1 500                                    | 135 à 4 000                                    | 135 à 4 000                                    | 160 à 4 250                                    | 160 à 4 250                                    |
| Boîte de vitesses                                    | manuelle 5 rapports                           | manuelle 5 rapports                           | manuelle 5 rapports                            | manuelle 5 rapports                            | Robotisée 5 rapports                           | Manuelle 5 rapports                            | Manuelle 5 rapports                            | Robotisée 5 rapports                           | Manuelle 5 rapports                            | Automatique 4 rapports                         |
| Transmission                                         | aux roues avant                               | aux roues avant                               | aux roues avant                                | aux roues avant                                | aux roues avant                                | aux roues avant                                | aux roues avant                                | aux roues avant                                | aux roues avant                                | aux roues avant                                |
| Poids (kg)                                           | 1 010                                         | 1 030                                         | 973                                            | 975                                            | 980                                            | 1 070                                          | 1 075                                          | 1 079                                          | 1 075                                          | 1 135                                          |
| 0 à 100 km/h (s)                                     | 16,5                                          | 14,2                                          | 14,2                                           | 12,3                                           | 14,4                                           | 9.6                                            | 10,6                                           | 13,2                                           | 8,9                                            | 10,9                                           |
| Vitesse maxi. (km/h)                                 | 155                                           | 163                                           | 163                                            | 174                                            | 176                                            | 190                                            | 184                                            | 184                                            | 190                                            | 190                                            |
| Consommations (L/100 km) Extra-urbaine/urbaine/mixte | 4,9/7,9/5,9                                   | 4,9/8/6                                       | 3,8/5,1/4,3                                    | 4,1/5,6/4,6                                    | 3,9/5,2/4,3                                    | 4/5,9/4,7                                      | 4,8/7,6/5,8                                    | 4,4/7,4/5,5                                    | 4,8/7,9/5,9                                    | 4,9/9,3/6,5                                    |
| Émissions de CO2 (g/km)                              | 137                                           | 140                                           | 99                                             | 104                                            | 99                                             | 107                                            | 134                                            | 127                                            | 136                                            | 150                                            |
| Années de production                                 | 2009 - 2012                                   | 2009 - 2012                                   | depuis 2012                                    | depuis 2012                                    | depuis 2013                                    | depuis 2014                                    | 2009 - 2012                                    | 2011 - 2013                                    | 2009 - 2014                                    | 2009 - 2015                                    |

| Motorisations Diesel                                 | 1.4 HDi 70                                              | 1.4 e-HDiv70                                            | 1.6 HDi 75                                              | 1.6 BlueHDi 75                                          | 1.6 HDi 90                                              | 1.6 e-HDi 90                                            | 1.6 e-HDi 90 BMP                                        | 1.6 BlueHDi 100 S&S                                     | 1.6 e-HDi 115                                           |
| Type                                                 | 4 cylindres en ligne 8s transversal turbo (type DV/DLD) | 4 cylindres en ligne 8s transversal turbo (type DV/DLD) | 4 cylindres en ligne 8s transversal turbo (type DV/DLD) | 4 cylindres en ligne 8s transversal turbo (type DV/DLD) | 4 cylindres en ligne 8s transversal turbo (type DV/DLD) | 4 cylindres en ligne 8s transversal turbo (type DV/DLD) | 4 cylindres en ligne 8s transversal turbo (type DV/DLD) | 4 cylindres en ligne 8s transversal turbo (type DV/DLD) | 4 cylindres en ligne 8s transversal turbo (type DV/DLD) |
| Cylindrée (cm3)                                      | 1 398                                                   | 1 398                                                   | 1 560                                                   | 1 560                                                   | 1 560                                                   | 1 560                                                   | 1 560                                                   | 1 560                                                   | 1 560                                                   |
| Puissance maxi. (ch. - tr/min)                       | 70 à 4 000                                              | 70 à 4 000                                              | 75 à 3 500                                              | 75 à 3 500                                              | 90 à 4 000                                              | 90 à 4 000                                              | 90 à 4 000                                              | 100 à 3500                                              | 114 à 3 600                                             |
| Couple maxi. (N m - tr/min)                          | 160 à 2 000                                             | 160 à 2 000                                             | 185                                                     | 230 à 1 750                                             | 230 à 1 750                                             | 230 à 1 750                                             | 230 à 1 750                                             | 254 à 1750                                              | 270 à 1 750                                             |
| Boîte de vitesses                                    | manuelle 5 rapports                                     | robotisée 5 rapports                                    | manuelle 5 rapports                                     | manuelle 5 rapports                                     | manuelle 5 rapports                                     | manuelle 5 rapports                                     | robotisée 6 rapports                                    | manuelle 5 rapports                                     | manuelle 6 rapports                                     |
| Transmission                                         | aux roues avant                                         | aux roues avant                                         | aux roues avant                                         | aux roues avant                                         | aux roues avant                                         | aux roues avant                                         | aux roues avant                                         | aux roues avant                                         | aux roues avant                                         |
| Poids (kg)                                           | 1070                                                    | 1 080                                                   | 1 080                                                   | 1 080                                                   | 1 080                                                   | 1 085                                                   | 1 090                                                   | 1 085                                                   | 1 090                                                   |
| 0 à 100 km/h (s)                                     | 15,5                                                    | 16,2                                                    | 15.5                                                    | 14.1                                                    | 11,3                                                    | 11,3                                                    | 11,8                                                    | 10.8                                                    | 9,7                                                     |
| Vitesse maxi. (km/h)                                 | 163                                                     | 165                                                     | 163/168                                                 | 171                                                     | 182                                                     | 182                                                     | 183                                                     | 189                                                     | 190                                                     |
| Consommations (L/100 km) Extra-urbaine/urbaine/mixte | 3,4/4,5/3,8                                             | 3,2/3,6/3,4                                             | 4.5/3.4/3.8                                             | 4.2/3.0/3.5                                             | 3,4/4,9/4,0                                             | 3,1/4,1/3,5                                             | 3,4/4,1/3,6                                             | 3.2/3.8/3.4                                             | 3,4/4,6/3,8                                             |
| Émissions de CO2 (g/km)                              | 99                                                      | 87                                                      | 79 à 90                                                 | 79 à 90                                                 | 104                                                     | 90                                                      | 95                                                      | 87                                                      | 99                                                      |
| Années de production                                 | 2009 - 2015                                             | 2011 - 2015                                             | depuis 2014                                             | depuis 2015                                             | 2009 - 2015                                             | 2010 - 2015                                             | 2012 - 2015                                             | depuis 2015                                             | 2009 - 2014                                             |

## Évolutions de la gamme
Toutes les motorisations sont actuellement Euro 6.

### 2009

#### Essence
- Le 1.1i 60 qui équipait la Citroën C3 I est disponible.
- Le 1.4i 75 qui équipait la Citroen C3 I est disponible.
- Le 1.4 VTi 95 qui équipe la Peugeot 207 est disponible.
- Le 1.6 VTi 120 qui équipe la Peugeot 207 est disponible.

#### Diesel
- Le 1.4 HDi 70 qui équipait la Citroën C3 I est disponible.
- Lancement du 1.6 HDi 92.
- Lancement du 1.6 HDi 112.

### 2010

#### Essence
- Maintien de toutes les motorisations.

#### Diesel
- Maintien du 1.4 HDi 70.
- Maintien du 1.6 HDi 92.
- Lancement du 1.6 e-HDi 92.
- Maintien du 1.6 HDi 112.
- Lancement du 1.6 e-HDi 112.

### 2011

#### Essence
- Maintien du 1.1i 60.
- Maintien du 1.4i 75.
- Maintien du 1.4 VTi 95 BVM5.
- Lancement du 1.4 VTi 95 BMP5.
- Maintien du 1.6 VTi 120.

#### Diesel
- Le 1.4 HDi 70 est maintenu.
- Lancement du 1.4 e-HDi 70.
- Maintien du 1.6 HDi/e-HDi 92
- Maintien du 1.6 HDi/e-HDi 112

### 2012

#### Essence
- Le 1.1i 60 est remplacé par le 1.0 PureTech 68.
- Le 1.4i 75 est remplacé par le 1.2 PureTech 82.
- Le 1.4 VTi 95 BVM5 est supprimé du catalogue.
- Maintien du 1.4 VTi 95 BMP5.
- Maintien du 1.6 VTi 120.

#### Diesel
- Le 1.4 HDi/e-HDi 70 est maintenu.
- Le 1.6 HDi/e-HDi 92 est maintenu.
- Lancement du 1.6 e-HDi 92 BMP.
- Le 1.6 HDi/e-HDi 112 est remplacé par le 1.6 e-HDi 115.

### 2013

#### Essence
- Maintien du 1.0 PureTech 68.
- Maintien du 1.2 PureTech 82 BVM5.
- Le 1.4 VTi 95 BMP5 est remplacé par le 1.2 PureTech 82 ETG5.
- Maintien du 1.6 VTi 120.

#### Diesel
- Maintien de toutes les motorisations.

### 2014

#### Essence
- Maintien du 1.0 PureTech 68.
- Maintien du 1.2 PureTech 82 BVM5 / ETG5.
- Le 1.6 VTi 120 est remplacé par le 1.2 PureTech 110 BVM5.
- Maintien du 1.6 VTi 120 BVA4

#### Diesel
- Maintien du 1.4 HDi/e-HDi 70.
- Maintien du 1.6 HDi/e-HDi 92.
- Le 1.6 e-HDi 115 est supprimé du catalogue.

### 2015

#### Essence
- Maintien du 1.0 PureTech 68.
- Maintien du 1.2 PureTech 82.
- Maintien du 1.2 PureTech 110.
- Le 1.6 VTi 120 BVA4 est supprimé du catalogue.

#### Diesel
- Le 1.4 HDi/e-HDi 70 est remplacé par le 1.6 BlueHDi 75.
- Le 1.6 HDi/e-HDi 92 est remplacé par le 1.6 BlueHDi 100.
- Le 1.6 e-HDi 92 BMP est supprimé du catalogue.

### 2016

#### Essence
- Le 1.0 PureTech 68 est supprimé du catalogue en août.
- Maintien du 1.2 PureTech 82.
- Maintien du 1.2 PureTech 110.

#### Diesel
- Maintien du 1.6 BlueHDi 75.
- Maintien du 1.6 BlueHDi 100.

## Finitions

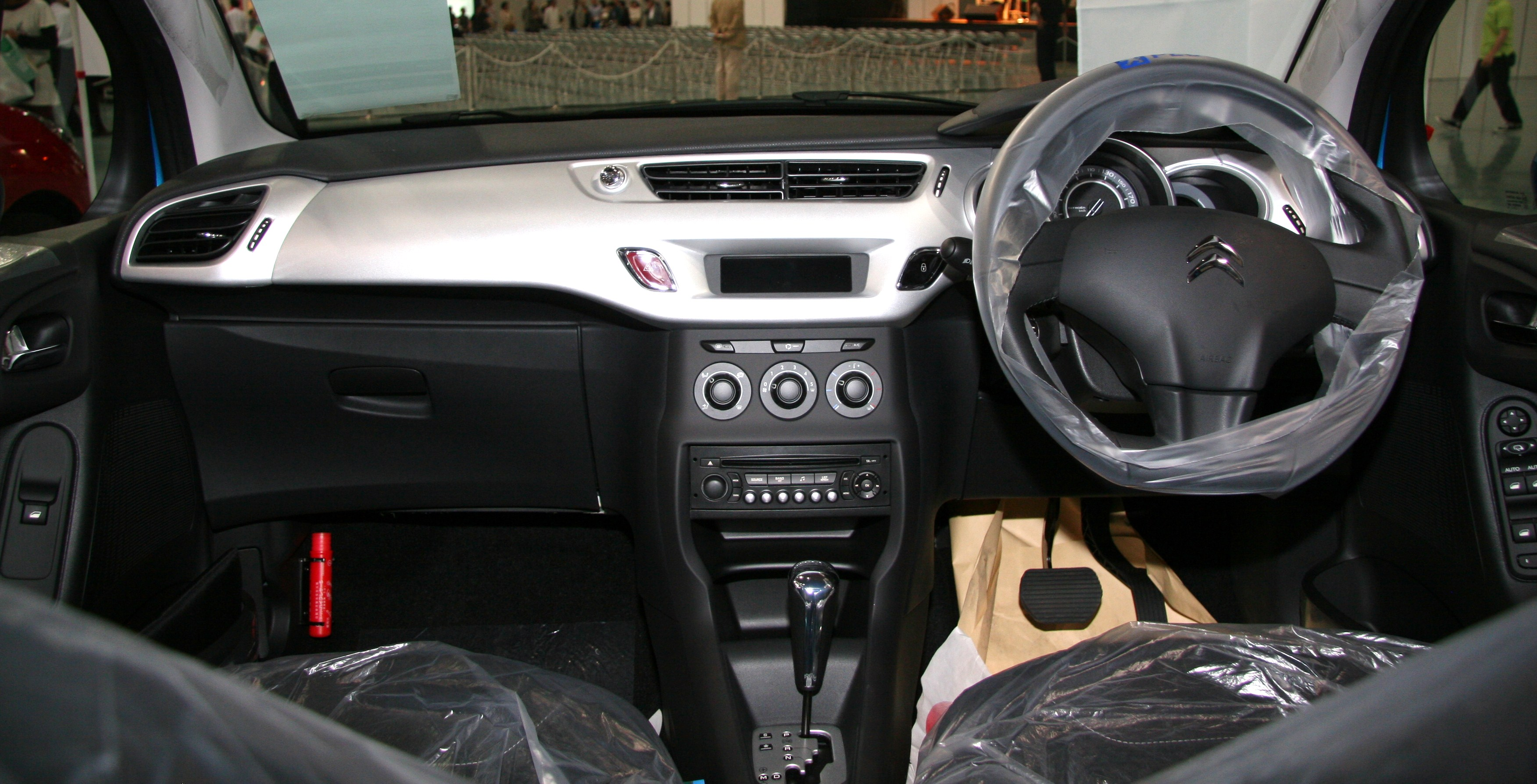
L'intérieur de la Citroën C3 II à boite automatique (Royaume-Uni).

Par rapport au modèle précédent, la finition à l'intérieur est améliorée,.
La Citroën C3 II est commercialisée avec trois finitions :
- Attraction
- Confort
- Exclusive

### Principaux équipements de la finition Attraction
Le niveau d'entrée de gamme de la C3 se compose principalement d'enjoliveurs PVC 15", des rétroviseurs électriques, d'un kit de dépannage, de la direction électrique et de la condamnation centralisée par la clé et automatique dès 10 km/h.
À l'intérieur, le siège conducteur est réglable en hauteur, tout comme le volant qui est lui de plus réglable en profondeur, la boîte à gants est ventilée, les vitres sont électriques à l'avant et il y a un petit ordinateur de bord.

### Principaux équipements de la finition Confort

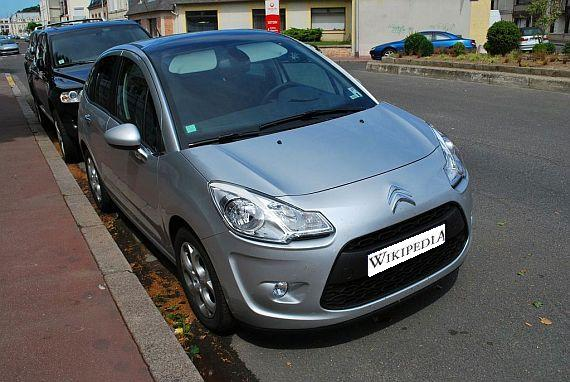
La Citroën C3 II Confort avec un pare-brise Zénith en option

Deuxième niveau de finition de la C3. Il se compose, en plus des équipements de l'Attraction, d'un régulateur-limiteur de vitesse, de la climatisation manuelle et de la radio.

### Principaux équipements de la finition Exclusive
Niveau haut de gamme de la C3, regroupe les équipements déjà cités plus des jantes PVC 16", des rétroviseurs dégivrants, l'aide au stationnement arrière, le rétroviseur intérieur à réglage jour/nuit automatique, l'allumage des feux automatique, la climatisation automatique et les vitres électriques à l'arrière.
L'une des particularités de la C3 II, son pare-brise panoramique "Zénith" (s'étirant sur une longueur de 1 350 mm jusqu'au-dessus de la tête des passagers avant) est de série sur cette finition.

### Principales options
- Jantes 17"
- Peinture métallisée ou nacrée
- Sièges AV chauffants
- ESP
- Feux et essuie-glace à déclenchement automatique
- GPS MyWay
- Hi-fi System
- Intérieur cuir

## Prix (au1erjuillet 2015)
La C3 étend sa gamme de prix de 13 600 € avec le 1.0 VTi 68 ch jusqu'à 21 150 € (sans options) avec le BlueHDi 100 ch.
| Finitions                  | Essence             | Essence                         | Essence              | Diesel                | Diesel                 |
| Motorisations              | 1.0 Pure Tech 68 ch | 1.2 Pure Tech 82 ch             | 1.2 Pure Tech 110 ch | 1.6 BlueHDi 75 ch FAP | 1.6 BlueHDi 100 ch FAP |
| -------------------------- | ------------------- | ------------------------------- | -------------------- | --------------------- | ---------------------- |
| Attraction                 | 13 500 € (BVM5)     | 14 200 € (BVM5)                 | -                    | 15 800 € (BVM5)       | -                      |
| Confort                    | 15 600 € (BVM5)     | 16 200 € (BVM5) 17 000 € (ETG5) | -                    | 17 750 € (BVM5)       | 19 250 € (BVM5)        |
| Série limitée Feel Edition | -                   | 16 700 € (BVM5) 17 500 € (ETG5) | 18 300 € (BVM5)      | 18 250 € (BVM5)       | 19 750 € (BVM5)        |
| Exclusive                  | -                   | 18 100 € (BVM5) 18 900 € (ETG5) | 19 700 € (BVM5)      | 19 650 € (BVM5)       | 21 150 € (BVM5)        |

Les mentions entre parenthèses indiquent la boîte de vitesses. Ainsi, BVM signifie Boîte de Vitesses Manuelle, ETG signifie Efficient Tronic Gearbox (boîte manuelle sans embrayage manuel). Le numéro qui suit indique le nombre de rapports de la boîte.

## Sécurité
Citroën équipe toutes ses C3 II de l'ABS avec un répartiteur électronique de freinage et de l'AFU. Mais à sa sortie aucune C3 II ne reçoit de série l'ESP excepté la version HDi 110 (il est désormais en série sur tous les modèles conformément à la réglementation). L'absence de sa cinquième étoile au Crash Euro NCAP s'explique par ses résultats médiocres dans le domaine de la protection des piétons.
Pour les occupants de la voiture, les airbags frontaux (à l'avant) et latéraux (à l'avant) sont de série sur toutes les finitions. Les airbags rideaux avant et arrière ne sont de série que sur le deuxième niveau de finitions. Pour les enfants, les fixations ISOFIX sont aux places arrière de série.

## Innovation

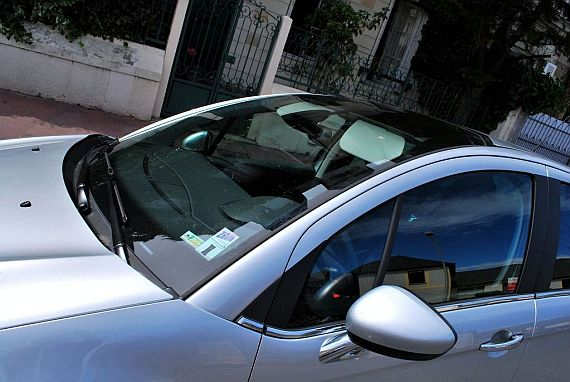
Le pare-brise Zénith de 1.35 mètre de la C3 II Exclusive

La C3 II innove en proposant un pare-brise inédit pour une citadine, qui augmente le champ de vision des passagers avant de 80 degrés vers le haut et offre plus de luminosité dans l’habitacle. Ce pare-brise peut aussi profiter aux passagers arrière. Il est nommé par la marque "pare-brise Zénith" et cette dernière l'utilise comme un argument commercial majeur dans ses campagnes publicitaires, qui surnomment souvent la C3 II "le Visiodrive",,.
Pour éviter un trop grand ensoleillement dans l'habitacle, un volet d'occultation manuel permet d'améliorer le confort thermique et d'éviter l'éblouissement. Ce pare-brise est teinté progressivement, pour éviter l'augmentation de température trop importante dans l'habitacle.
Le pare-brise Zénith, facturé en option sur la finition Confort, est de série sur l'Exclusive. Il est l'un des plus longs pare-brise (1 350 mm) monté sur un véhicule de série. Afin d'assurer les branchements électriques du capteur de luminosité et du capteur de pluie, une goulotte de couleur noire a été installée depuis le plafonnier jusqu'au rétroviseur. Cette goulotte est équipée de petites diodes (LED) en guise d'éclairage d'ambiance.

## Fiabilité

### Problèmes signalés: habitacle et technique
Le tableau suivant présente la majorité des problèmes signalés pour la Citroën C3 II avec les solutions pouvant les résoudre,.
| Problème signalé                                                                                         | Versions concernées                                             | Résolution du problème                                                        |
| --- | --------------------------------------------------------------- | ----------------------------------------------------------------------------- |
| Bruits au niveau des amortisseurs arrière                                                                | (ensemble des versions)                                         | Remplacement des amortisseurs                                                 |
| Coincement du frein de stationnement                                                                     | Versions équipées de tambours à l'arrière                       | Contrôle des freins + (potentiellement) remplacement des garnitures de freins |
| Déboîtage des pare-boues avant et arrière                                                                | Avant : (ensemble des versions)                                 | Refixation des pare-boues                                                     |
| Déboîtage des pare-boues avant et arrière                                                                | Arrière : Modèles fabriqués jusqu'en septembre 2010             | Refixation des pare-boues                                                     |
| Présence d'eau dans le logement de la roue de secours                                                    | Modèles fabriqués jusqu'au 30 avril 2010                        | Remplacement des extracteurs d'air                                            |
| Jauge à carburant : non-affichage du plein à la suite d'un complément de carburant inférieur à 12 litres | (ensemble des versions)                                         | Reprogrammation du BSI                                                        |
| Bruit constant du radar de recul                                                                         | Modèles équipés d'un attelage fabriqués jusqu'au 4 octobre 2010 | Remplacement du boîtier                                                       |
| Dysfonctionnements du kit mains-libres Bluetooth                                                         | Modèles fabriqués jusqu'au 21 février 2010                      | Mise à jour                                                                   |
| Dysfonctionnements du GPS                                                                                | Modèles fabriqués jusqu'au 20 juin 2010                         | Mise à jour                                                                   |
| Vibrations au niveau de la garniture du pavillon Zénith                                                  | Modèles fabriqués jusqu'au 17 octobre 2010                      | Pose de deux cales en mousse                                                  |
| Bruits anormaux dans l'habitacle                                                                         | Modèles fabriqués jusqu'au 25 mars 2011                         | -                                                                             |
| Infiltration d'eau par le système de chauffage                                                           | Modèles fabriqués jusqu'au 25 mars 2011                         | Suppression du tuyau d'évacuation de l'auvent                                 |
| Bruits de la climatisation                                                                               | (ensemble des versions)                                         | Refixation du support ou du compresseur                                       |
| Absence de production de froid avec la climatisation automatique                                         | Modèles fabriqués entre le 5 février et le 14 mars 2010         | Changement du pressostat                                                      |

### Problèmes signalés: motorisations
Le tableau suivant présente la majorité des problèmes signalés pour les motorisations de la Citroën C3 II avec les solutions pouvant les résoudre.
| Motorisation          | Versions concernées                                         | Problème signalé                            | Résolution du problème                                                          |
| --------------------- | ----------------------------------------------------------- | ------------------------------------------- | ------------------------------------------------------------------------------- |
| 1.1i 60 (essence)     | Modèles fabriqués jusqu'au 11 juin 2010                     | Voyant moteur allumé                        | Reprogrammation                                                                 |
| 1.4i 75 (essence)     | Modèles fabriqués jusqu'au 11 juin 2010                     | Voyant moteur allumé                        | Reprogrammation                                                                 |
| 1.4 VTi 95 (essence)  | Modèles fabriqués jusqu'au 11 juin 2010                     | Voyant moteur allumé                        | Reprogrammation                                                                 |
| 1.4 VTi 95 (essence)  | Modèles fabriqués entre le 1er avril 2010 et le 4 mars 2011 | Fuite d'huile au niveau de la culasse       | Resserrage du tendeur de distribution                                           |
| 1.6 VTi 120 (essence) | (ensemble des versions)                                     | À-coups                                     | Reprogrammation                                                                 |
| 1.6 VTi 120 (essence) | (ensemble des versions)                                     | "Ratés" de combustion                       | Reprogrammation                                                                 |
| 1.4 HDi 70 (diesel)   | (ensemble des versions)                                     | Fumée ou odeur d'huile brûlée               | (cause du problème : fuite d'huile par le wastegate du turbo) -                 |
| 1.6 HDi 90 (diesel)   | Modèles fabriqués jusqu'à début décembre 2009               | À-coups                                     | Changement du relais interne du BSI                                             |
| 1.6 HDi 90 (diesel)   | Modèles fabriqués jusqu'à début décembre 2009               | Manque de puissance                         | Changement du relais interne du BSI                                             |
| Tous les diesels      | Modèles fabriqués jusqu'au 31 juillet 2010                  | Impossibilité de démarrer le véhicule       | (cause du problème : entrée d'eau dans le démarreur ou fusible grillé) -        |
| Tous les diesels      | (ensemble des versions)                                     | À-coups à vitesse stabilisée                | Reprogrammation                                                                 |
| Tous les diesels      | (ensemble des versions)                                     | Odeur de gaz d'échappement dans l'habitacle | -                                                                               |
| Tous les diesels      | (ensemble des versions)                                     | Sifflement des injecteurs                   | (cause du problème : fuite de gaz de combustion par les puits des injecteurs) - |